# Gräberfeld von Istrehågan
Koordinaten: 59° 5′ 49,7″ N, 10° 10′ 27,2″ O
Das Gräberfeld von Istrehågan bei Sandefjord in der norwegischen Provinz Vestfold stammt aus der nordischen Eisenzeit und datiert zwischen 400 und 500 n. Chr. Die fünf Megalithanlagen, der Bautastein und die viel ältere Gargrube (975–815 v. Chr.) liegen südlich von Jåberg zwischen Sandefjord und Larvik auf einer Lichtung im Wald. Von 1959 bis 1961 wurden archäologische Ausgrabungen und Restaurierungen vorgenommen. Die Steinkompositionen stellen drei Domarringe (Richterringe) und zwei Schiffssetzungen (norwegisch Skipssetning) dar.

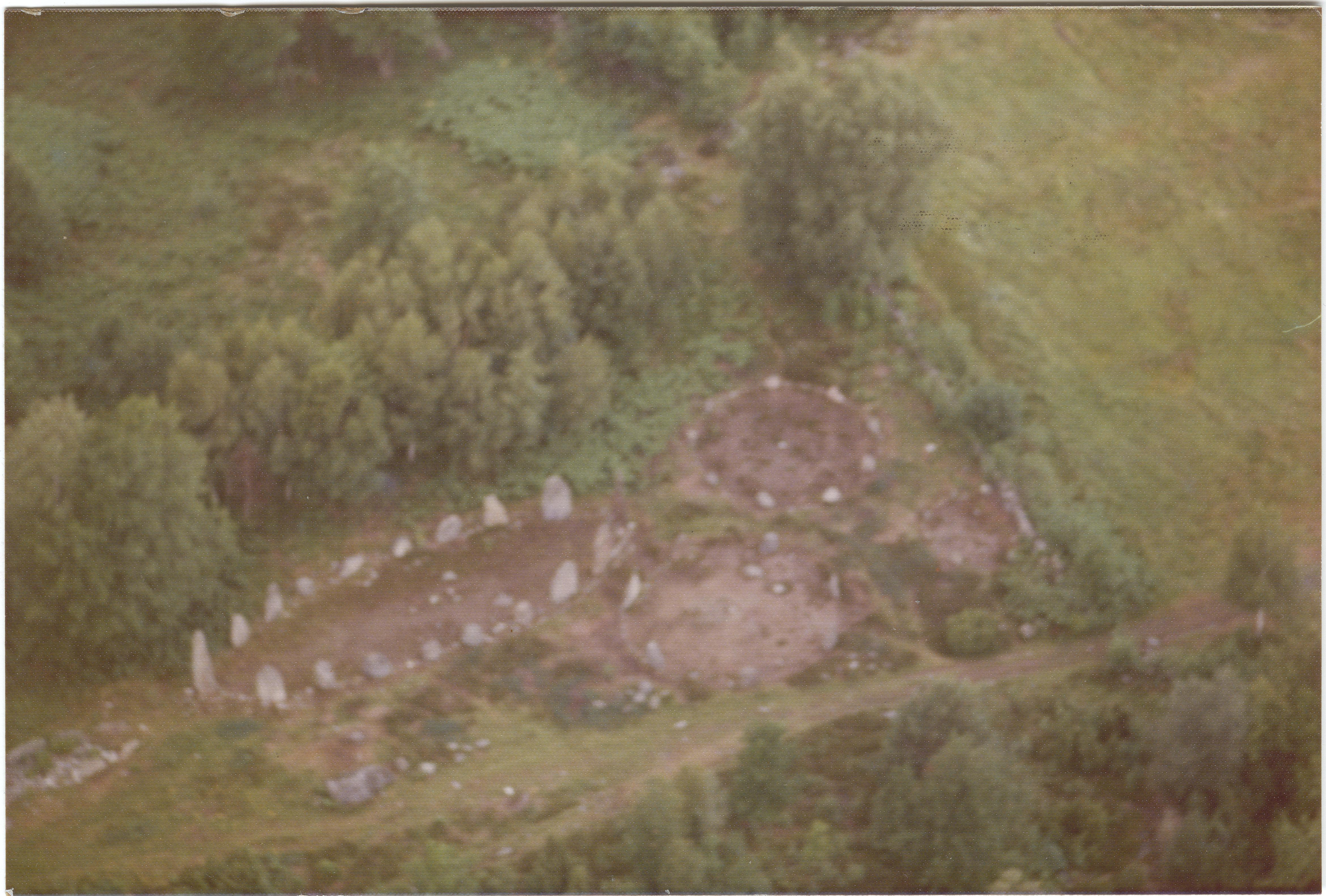
Luftbild

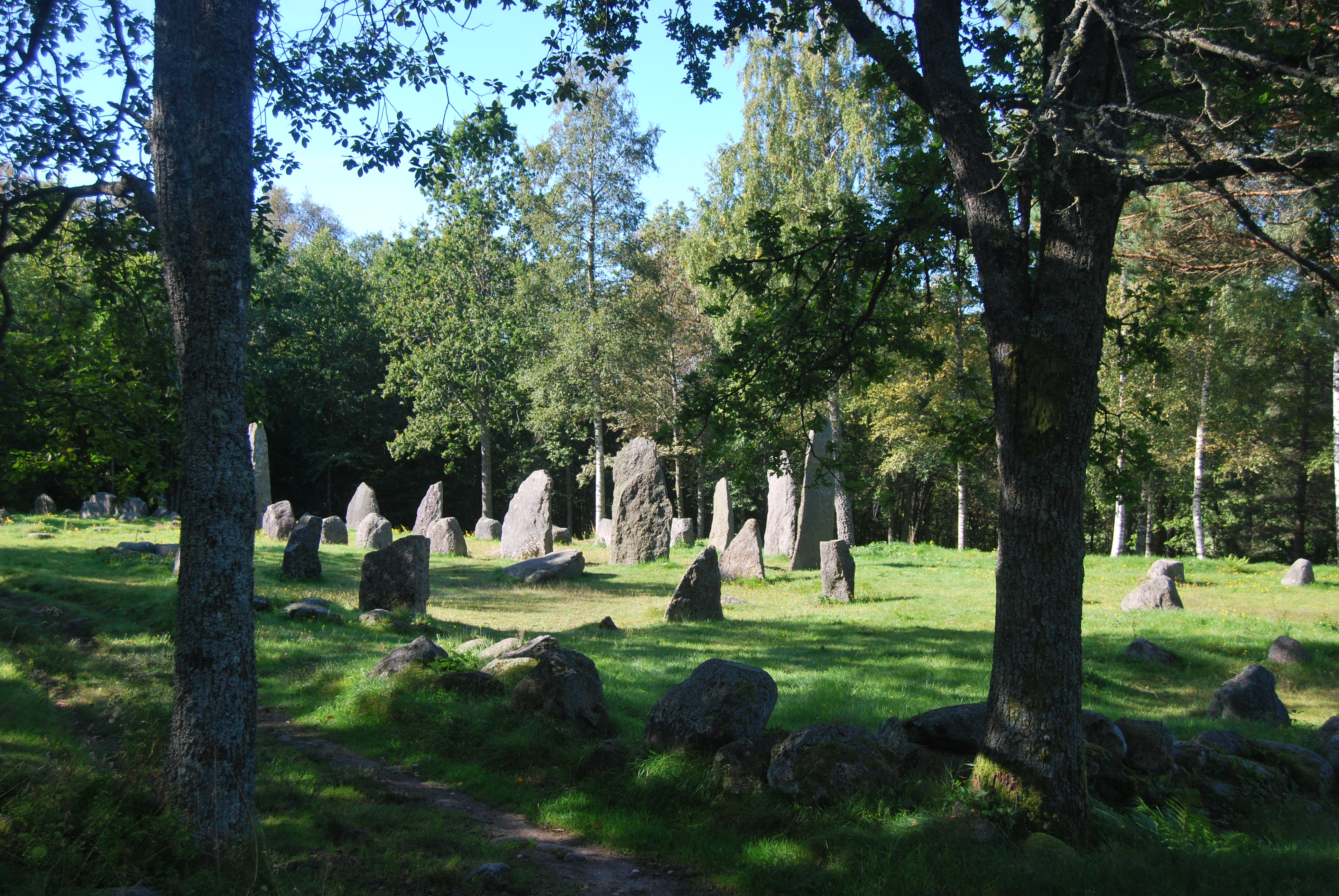
Istrehågan

## Schiffssetzung 1
Die Schiffssetzung 1 besteht aus sieben etwa einen Meter hohen, ungewöhnlicherweise auf der Seite liegenden Platten aus Bruchstein, die ein Schiff von etwa 10 m Länge und zwei Metern Breite bilden. Der Innenraum war mit Erde und Steinen aufgeschüttet und barg Eisenfragmente, Holzkohle, Leichenbrand, Knochen und eine Tonscherbe.

## Schiffssetzung 2
Die Schiffssetzung 2 besteht aus 18, an beiden Steven bis zu vier Meter hohen Steinen, die auf einer zwei Meter breiten, niedrigen Steinpackung stehen und ein Steinschiff von etwa 25 m Länge und neun Metern Breite bilden. Die Steine der mittleren Längsseiten bestehen aus rundlichen Monolithen geringer Höhe. Eine mittschiffs gelegene Grube enthielt Leichenbrand und Grabbeigaben (Kamm, Spielsteine etc.).

## Die Richterringe
Die drei Richterringe  (norwegisch Retterringer) haben/hatten Durchmesser von 5,0, 9,0 und 11,0 m. Während die beiden größeren noch existieren, wurde der kleine anhand der Standspuren rekonstruiert. Alle Kreise enthielten Leichenbrand und Holzkohle.
- Steinkreis A hat etwa neun Meter Durchmesser und besteht aus neun etwa einen Meter hohen Monolithen. In der Mitte lag eine Grabkugel.
- Steinkreis B hat etwa 11,0 m Durchmesser und besteht aus sieben etwa 1,4 m hohen Monolithen. In der Mitte lagen eine Grabkugel und ein Wetzstein. Die großen Steine beider Kreise sind durch Reihen kleiner Steine miteinander verbunden.

Der 60 cm hohe Bautastein ragte nur 24 cm aus der Erde.